# Août 2011 en sport
Pour un article plus général, voir 2011 en sport.
Cette page concerne l'actualité sportive du mois d'août 2011

## Faits marquants
- Samedi 27 août 2011 : l'Australie frappe un grand coup en battant les All Blacks à Brisbane 25 à 20